# Condado de Nassau (Sacro Imperio)

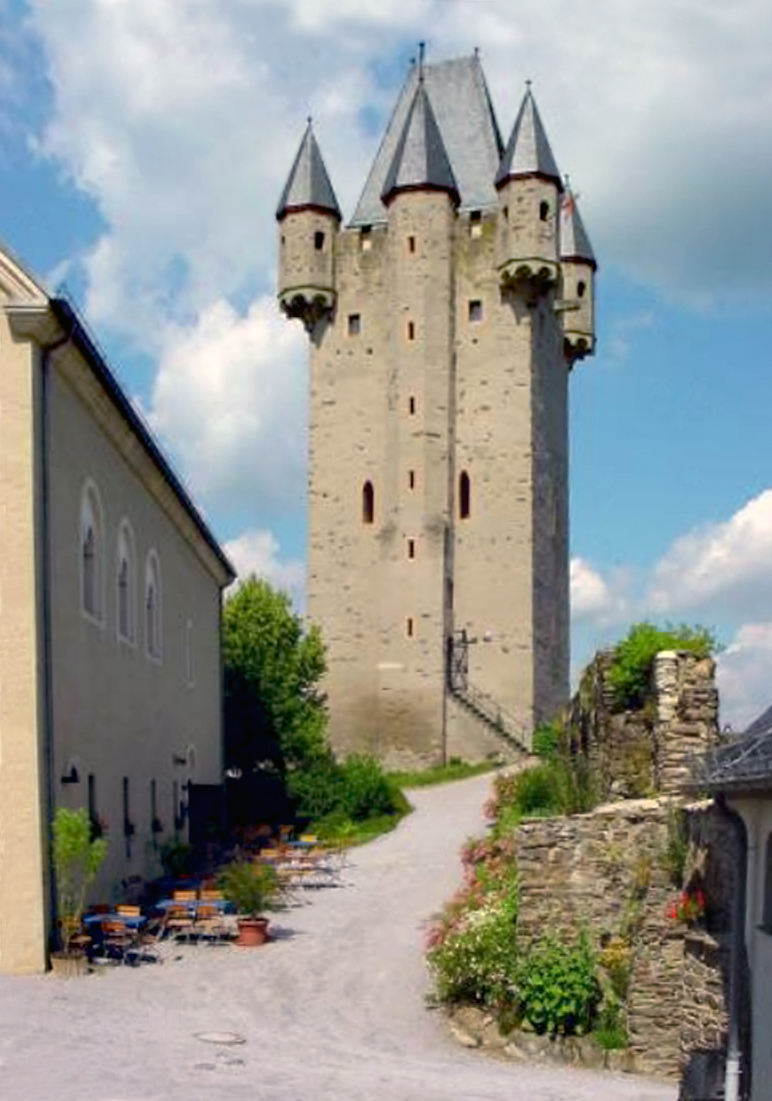
Castillo de Nassau.

El condado de Nassau era un estado alemán dentro del Sacro Imperio Romano Germánico. Su dinastía gobernante, la línea masculina ahora extinta, era la Casa de Nassau. Fue transformado luego en ducado y fue parte de la Confederación Germánica

## Orígenes
Nassau, originalmente un condado, se desarrolló en la región del bajo río Lahn en lo que ahora es Renania Palatinado. La ciudad de Nassau fue fundada en 915. Dudo-Enrique, Conde de Laurenburg, sostuvo Nassau como feudo y la concedió al Obispado de Worms. Su hijo, Roberto, construyó el Castillo de Nassau ahí en torno al año 1125, declarándose a sí mismo "Conde de Nassau". Este título no fue oficialmente reconocido por el Obispo de Worms hasta 1159 bajo el gobierno del hijo de Robert, Walram. Para 1159, el Condado de Nassau efectivamente reclamaba impuestos, tasas de aduanas, y justicia, en cuyo punto puede considerarse un estado.
Nassau sostuvo el territorio entre el Taunus y el Westerwald en las regiones del bajo y medio Lahan. Para 1128, adquirió el bailiazgo del Obispado de Worms, que tenía numerosos derechos en la región, y así creó un enlace entre su patrimonio en el bajo Lahn y sus posesiones cerca de Siegen. A mitad del siglo XII, su relación se fortaleció con la adquisición de partes del reino feudal Hesse-Turingia, es decir el Herborner Mark, el Kalenberger Zent y la Corte de Heimau (Löhnberg). Estrechamente enlazado con esto era el "Señorío de Westerwald", también una posesión de Nassau en ese tiempo. A finales del siglo XII, la Casa adquirió el Reichshof Wiesbaden, una importante base en el sudoeste.
En 1255, después de que los Condes de Nassau adquirieran los territorios de Weilburg, los hijos del Conde Enrique II se dividieron Nassau para ese tiempo. Walram II recibió el condado de Nassau-Weilburg. A partir de 1328 en adelante, su hermano pequeño Otón I, sostuvo las propiedades al norte del río Lahn, es decir el Condado de Nassau-Siegen y Nassau-Dillenburg. La línea de frontera era esencialmente el río Lahn, con Otón recibiendo la parte septentrional del condado con las ciudades de Siegen, Dillenburg, Herborn y Haiger y Walram reteniendo la sección sur del río, incluyendo las ciudades de Weilburg y Idstein.

## Condado de Nassau-Weilburg
El hijo de Walram, Adolfo, se convirtió en Rey de Alemania en 1292. Su hijo el Conde Gerlach abdicó en 1344 y el Condado fue dividido con sus hijos en 1355 entre:
- Condado de Nassau-Weilburg, de nuevo dividido entre 1442 y 1574:
  - Condado de Nassau-Saarbrücken (línea mayor)
  - Condado de Nassau-Weilburg
- Condado de Nassau-Wiesbaden, de nuevo dividido entre 1480 y 1509:
  - Condado de Nassau-Idstein
  - Condado de Nassau-Wiesbaden

     volvió a Nassau-Weilburg en 1605
- Condado de Nassau-Sonnenberg, partido entre Nassau-Wiesbaden y Nassau-Weilburg en 1405.

En 1605, todas las partes de Nassau-Weilburg fueron de nuevo unificadas bajo el Conde Luis II; no obstante, después de su muerte en 1627, sus hijos dividieron de nuevo el condado:
- Condado de Nassau-Idstein, pasó a manos de Nassau-Ottweiler en 1721.
- Condado de Nassau-Saarbrücken (línea menor), dividido de nuevo en 1640 entre:
  - Condado de Nassau-Saarbrücken, pasó a manos de Nassau-Ottweiler en 1723.
  - Condado de Nassau-Ottweiler, pasó a manos de Nassau-Usingen en 1728.
  - Condado de Nassau-Usingen, Principado en 1688.
- Condado de Nassau-Weilburg (línea menor)

Después de que Nassau-Usingen hubiera heredado Nassau-Ottweiler con los desaparcidos Nassau-Idstein y Nassau-Saarbrücken, fue reunificado con Nassau-Weilburg y elevado a Ducado de Nassau en 1806.

## Condado de Nassau-Dillenburg
Después de la muerte del Conde Otón I, su territorio fue dividido entres sus hijos varones en 1303:
- Condado de Nassau-Dillenburg, pasó a manos de Nassau-Siegen en 1328.
- Condado de Nassau-Hadamar (línea mayor), pasó a manos de Nassau-Dillenburg en 1394.
- Condado de Nassau-Siegen, llamado Nassau-Dillenburg a partir de 1328 en adelante, siendo dividido de nuevo entre 1341 y 1561:
  - Condado de Nassau-Beilstein (línea mayor)
  - Condado de Nassau-Dillenburg ( -1606)

En 1504, Enrique III de Nassau-Dillenburg herecó los territorios del Condado en Breda en el Ducado de Brabante, mientras que su hermano menor Guillermo pasó a se Conde de Nassau-Dillenburg en 1516. Después de que el hijo de Enrique III, René de Châlon muriera en 1544, el hijo mayor del Conde Guillermo, Guillermo el Taciturno se convirtió en Príncipe de Orange y Señor de Breda, Estatúder en los Países Bajos a partir de 1559. Su hermano menor, Juan VI, de nuevo reunificó todas las posesiones de Nassau-Dillenburg en 1561, aunque el Condado fue de nuevo dividido a su muerte en 1606 como sigue:
- Condado de Nassau-Hadamar (línea menor), Principado en 1650, cayó a manos de Nassau-Diez en 1743.
- Condado de Nassau-Siegen, (1607-23), de nuevo dividido entre 1623 y 1734:
  - Condado de Nassau-Siegen (Protestante), Principado en 1664, se extinguió en 1734.
  - Condado de Nassau-Siegen (Católico), Principado, pasó a manos de Nassau-Diez en 1743.
- Condado de Nassau-Dillenburg, pasó a manos de Nassau-Beilstein en 1620.
- Condado de Nassau-Beilstein (línea menor), llamado Nassau-Dillenburg (línea menor) a partir de 1620, Principado en 1652, pasó a manos de Nassau-Dietz en 1739.
- Condado de Nassau-Dietz, cayó a manos del Gran Ducado de Berg de Joaquín Murat después de la disolución del Sacro Imperio Romano Germánico en 1806.

Los Condes de Nassau-Dietz, descendientes de Guillermo Federico fueron estatúders de Friesland, Groningen y Drenthe y Príncipes de Orange a partir de 1702. Cuando perdieron sus posesiones neerlandesas durante las Guerras Napoleónicas, fueron compensados con el Principado de Nassau-Orange-Fulda. Aunque perdieron sus posesiones germánicas en 1806, la Casa de Orange-Nassau, por línea sucesora femenina, fue la casa reinante del Gran Ducado de Luxemburgo hasta 1890 y todavía es la casa real de los Países Bajos.